# Oriya
L'oriya (ଓଡ଼ିଆ; oṛiā) és una llengua oficial a l'estat d'Orissa, Índia. És del grup indoiranià de la família indoeuropea, i és parlada per 35 milions de persones. Procedeix del mateix tronc que l'assamès i el bengalí. Pel que fa al lèxic i a la fonètica, és la més propera al sànscrit de totes les llengües índies actuals. Documentada ja amb una rica literatura escrita des del segle xiii, en què destaca una versió del Mahabharata del segle xiv, i que a partir del segle xvi tractà sobretot temes religiosos.
De totes les llengües del nord de l'Índia, l'oriya és la que té menys influència persa o àrab en la gramàtica. Distingeix entre éssers humans, éssers vius i objectes per al gènere. S'usa el plural per a mostrar respecte a les persones. No conté articles. Consta de sis vocals i vint-i-vuit consonants.
Els principals dialectes de l'oriya són: mughalbandi —esdevingut varietat estàndard de la llengua—, oriya meridional, oriya nord-occidental, oriya occidental (o sambalpuri), oriya de Balasore del nord, oriya de Midnapore i halbi.

## Història
L'Oriya és una llengua indoària oriental que pertany a la família lingüística indoària. Descendeix del protooriya, que va evolucionar a partir de magadhi pràcrit. Aquest últim es parlava a l'est de l'Índia fa més de 1.500 anys, i s'utilitzava a principis del jainisme i a textos budistes. L'oriya sembla haver tingut relativament poca influència del persa i l'àrab, en comparació amb altres llengües indoaries principals.
La història de la llengua odia es divideix en èpoques:
- Protooriya (segle x i anteriors): les inscripcions del segle ix mostren l'evolució de protooriya, és a dir, les paraules utilitzades juntament amb el sànscrit. Les inscripcions es daten al tercer quart del segle ix durant el regnat dels Gangues Orientals.[7]
- Antic oriya (segle x fins al segle xiii): les inscripcions des del segle X en endavant proporcionen proves de l'existència de la llengua antiga d'oriya, i la inscripció més antiga és la inscripció Urajam del Gangues Oriental escrita en oriya antic l'any 1051 dC.[8] L'antic oriya escrit en forma de línies connectades es troba a la inscripció datada a 1249 dC.[9]
- Primer oriya mitjà (segle xiii-segle xv): l'ús més antic de la prosa es pot trobar a la crònica Madala Panji del Temple de Jagannath, a Puri, que es remunta al segle xii. Obres com "Sisu Beda", "Amarakosa", "Gorekha Samhita", "Kalasa Chautisa" i "Saptanga" estan escrites en aquesta forma d'odiya.[10][11][12]
- Oriya mitjaà (segle xv-segle xvii): Sarala Das escriu el Mahabharata i Bilanka Ramayana.[13][14] Cap al segle xv, Panchasakha 'cinc poetes vidents', és a dir, Balarama Dasa, Jagannatha Dasa, Achyutananda Dasa, Sisu Ananta Dasa i Jasobanta Dasa, va escriure un nombre d'obres populars, incloent-hi Odia Bhagabata, Jagamohana Ramayana, Laxmi Purana, Haribansa, Gobinda Chandra i altres. Balarama Dasa, Ananta Dasa i Achyutananda Dasa del grup Pancha Sakha provenien de la casta Karana.[15]
- Oriya mitjà tardà (segle xvii-inicis del segle xix): es va escriure Usabhilasa de Sisu Sankara Dasa, el Rahasya Manjari de Deba Durlabha Dasa i el Rukmini Bibaha de Kartika Dasa. Upendra Bhanja va tenir un paper destacat en aquest període amb les seves creacions Baidehisa Bilasa, Koti Brahmanda Sundari, Labanyabati que van sorgir com a fites de la literatura oriya. El Rasakallola de Dinakrushna Dasa i el Bidagdha Chintamani d'Abhimanyu Samanta Singhara van ser els darrers kabyas destacats. Bhima Bhoi va sorgir a finals del segle xix.
- Odia moderna (finals del segle xix fins a l'actualitat): la primera revista oriya, Bodha Dayini es va publicar a Balasore el 1861. Durant aquest temps, molts estudiosos bengalís afirmaven que l'oriya era només un dialecte del bengalí per exercir el poder arraconant-lo els llocs de treball del govern.[16] El Fakir Mohan Senapati va sorgir com un destacat escriptor de ficció en oriya d'aquesta època i Radhanath Ray com un destacat poeta oriya. Altres escriptors prominents que van ajudar a promoure l'oriya en aquesta època van ser Madhusudan Das, Madhusudan Rao, Gangadhar Meher, Chintamani Mohanty, Nanda Kishore Bal, Reba Ray, Gopabandhu Das i Nilakantha Das.

## Distribució geogràfica

### India
Distribució de l'oriya a l'Índia

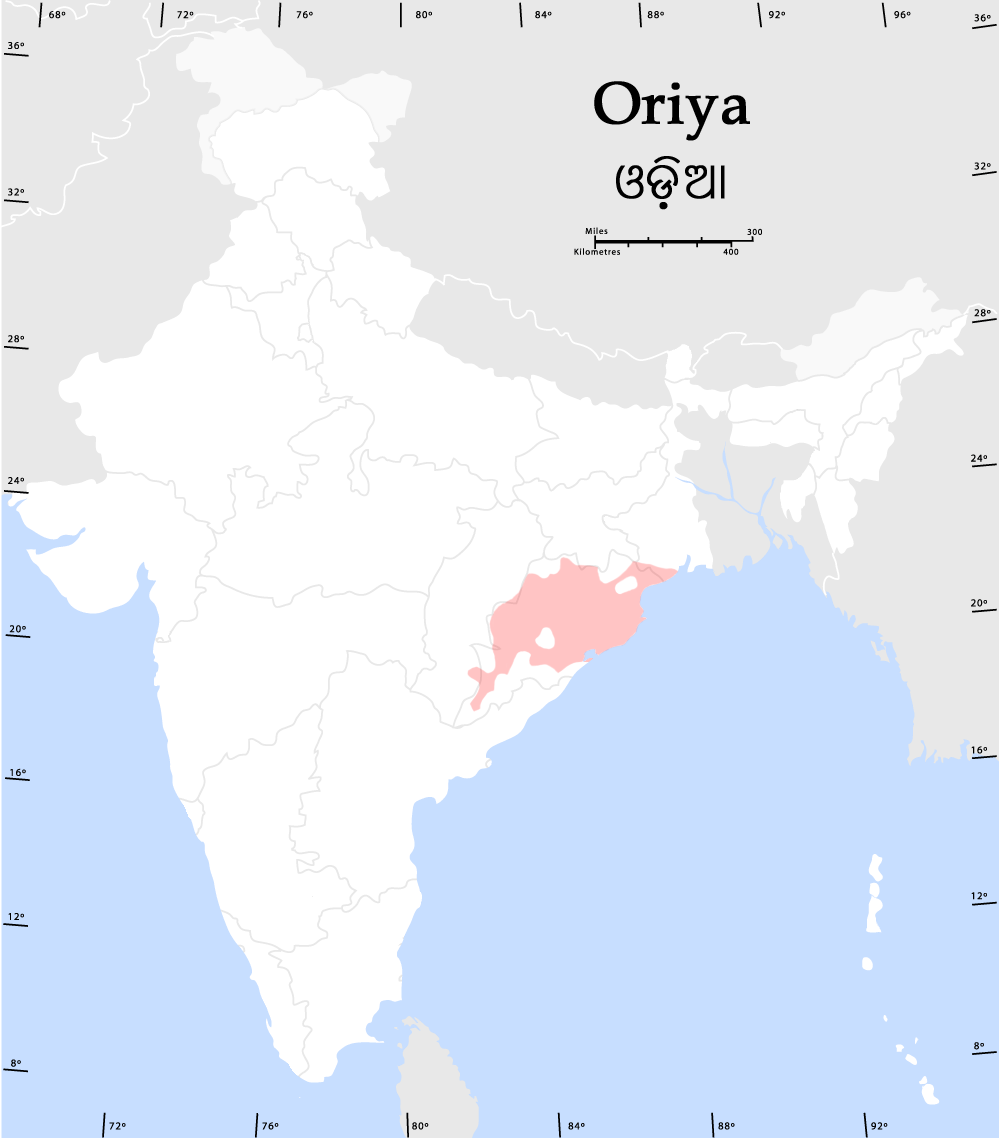
Zona del subcontinent indi on es parla l'oriya

Segons el cens de 2011, hi ha 37,52 milions de parlants d'Oriya a l'Índia, que representen el 3,1% de la població del país. Entre aquests, el 93% resideix a Odisha. L'oriya també es parla als estats veïns com ara Chhattisgarh (913.581), Jharkhand (531.077), Andhra Pradesh (361.471) i Bengala Occidental, (162.142), segons el cens de 2011.
A causa de la migració com a treballadors de jardins de te a l'Índia colonial, els estats del nord-est Assam i Tripura tenen una població important de parla d'oriya. A més, per motius econòmics, es pot trobar un nombre significatiu de parlants d'Odia a ciutats índies com ara Vishakhapatnam, Hyderabad, Pondicherry, Kolkata, Bangalore, Chennai, Goa, Mumbai, Raipur, Jamshedpur, Vadodara, Ahmedabad, Nova Delhi, Guwahati, Shillong, Pune, Gurgaon, Jammu i Silvassa.

### Països estrangers
La diàspora d'oriya és considerable a diversos països del món, portant el nombre de parlants d'odiya als 50 milions a tot el món. Té una presència important a països d'orient, com ara Tailàndia i Indonèsia, principalment portat pels sadhabes, antics comerciants d'Odisha que van portar la llengua juntament amb la cultura amb el comerç de l'antiguitat, i a països occidentals com els Estats Units, Canadà i Anglaterra, així com Austràlia. La llengua també s'ha estès als països de Birmània, Malàisia, Fiji, Maurici, Bangla Desh, Sri Lanka i l'Orient Mitjà.

## Fonologia
L'oriya té trenta fonemes de consonant (incloent dos fonemes de semivocals) i sis fonemes de vocal.
|         | Anterior | Central | Posterior |
| ------- | -------- | ------- | --------- |
| Tancada | i        |         | u         |
| Mitjana | e        |         | o         |
| Oberta  |          | a       | ɔ         |

|                    |                      | Labial | Alveolar /Dental | Retroflexa | Postalv./ Palatal | Velar | Glotal |
| ------------------ | -------------------- | ------ | ---------------- | ---------- | ----------------- | ----- | ------ |
| Nasal              | Nasal                | m      | n                | ɳ          |                   | ŋ     |        |
| oclusiva/ africada | sorda                | p      | t                | ʈ          | tʃ                | k     |        |
| oclusiva/ africada | aspirada             | pʰ     | tʰ               | ʈʰ         | tʃʰ               | kʰ    |        |
| oclusiva/ africada | vocalitzada          | b      | d                | ɖ          | dʒ                | ɡ     |        |
| oclusiva/ africada | vocalitzada aspirada | bʱ     | dʱ               | ɖʱ         | dʒʱ               | ɡʱ    |        |
| Fricativa          | Fricativa            |        | s                |            |                   |       | ɦ      |
| Vibrant/Bategant   | Vibrant/Bategant     |        | r~ɾ              | (ɽ, ɽʰ)    |                   |       |        |
| Lateral            | Lateral              |        | l                | ɭ          |                   |       |        |
| Aproximant         | Aproximant           | w      |                  |            | j                 |       |        |

## Escriptura
L'oriya s'escriu amb l'alfabet oriya, derivat de l'escriptura brahmi.

### Alfabet oriya
| ଅ | ଆ | ଇ | ଈ | ଉ | ଊ | ଋ | ୠ | ଌ | ୡ | ଏ | ଐ | ଓ | ଔ |

| କ | ଖ | ଗ | ଘ | ଙ  |
| ଚ | ଛ | ଜ | ଝ | ଞ  |
| ଟ | ଠ | ଡ | ଢ | ଣ  |
| ତ | ଥ | ଦ | ଧ | ନ  |
| ପ | ଫ | ବ | ଭ | ମ  |
| ଯ | ର | ଳ | ୱ |    |
| ଶ | ଷ | ସ | ହ |    |
| ୟ | ଲ | ଡ଼ | ଢ଼ | କ୍ଷ |

| ା | ି | ୀ | ୁ | ୂ | ୃ | ୄ | ୢ | ୣ | େ | ୈ | ୋ | ୌ |

| ଂ | ଃ | ଁ | ୍ | ଼ | । | ॥ | ଽ | ଓଁ | ୰ |

| ୦ | ୧ | ୨ | ୩ | ୪ | ୫ | ୬ | ୭ | ୮ | ୯ |